# Die Weber (1980)
Die Weber ist eine Fernseh-Verfilmung des gleichnamigen Theaterstücks von Gerhart Hauptmann, das den Schlesischen Weberaufstand von 1844 darstellt.

## Handlung
Der Film verwendet im Wesentlichen den Originaltext des Theaterstücks und weicht daher auch nicht nennenswert von dessen Handlung ab:
Die in Heimarbeit schuftenden Weber liefern beim Fabrikanten Dreißiger ihre Ware ab und erhalten ihre mageren Löhne. Angeführt von dem jungen Weber Bäcker und dem ehemaligen Soldaten Moritz Jäger formieren sie sich zum Widerstand und stürmen die Villa des Fabrikanten, der sich und seine Familie gerade noch retten kann. Als die Revolte sich ausbreitet, schickt der König das Militär, um den Aufstand niederzuschlagen. Der alte Weber Hilse, der aus religiösen Gründen eine Beteiligung am Aufstand ablehnt, wird am Webstuhl sitzend von einer verirrten Gewehrkugel getroffen und stirbt.

## Produktion
Der Film ist eine Produktion des Bayerischen Rundfunks und wurde am 27. Januar 1980 zum ersten Mal ausgestrahlt und am 29. Januar wiederholt. Es war das Filmdebüt des später als Tatort-Kommissar bekannt gewordenen Udo Wachtveitl.
An den Übergängen zwischen den Akten werden thematische passende Radierungen von Käthe Kollwitz aus ihrem Zyklus Ein Weberaufstand eingeblendet.